# Ипподромный переулок (Киев)
Ипподромный переулок — переулок в Печерском районе города Киева. Пролегает от Крестового переулка до улицы Михаила Амельяновича-Павленко.

## История
Улица возникла в середине XIX века, называлась Эспланадный переулок (как прилегающий к Эспланадной улице — теперь улице Михаила Емельяновича-Павленко). На некоторых картосхемах начала XX века обозначена как ипподромный переулок, от расположенного на улице Михаила Емельяновича-Павленко Печерского ипподрома (теперь не существует). С 1952 года — Суворовский переулок, в честь А. В. Суворова, русского полководца. название в честь Г. Я. Царика — с 1974 года. Современное название с 2023 года.

## Учреждения
- Отделение связи № 10